# Open market
Em economia financeira, open market (em português, 'mercado aberto'), refere-se ao mercado  de títulos  no qual atuam um banco central  e os bancos comerciais de um país  e no qual são comprados e vendidos os títulos da dívida pública. O banco central promove leilões de títulos públicos com os dealers, que são os bancos autorizados a operar no mercado primário, ou seja, os bancos habilitados a comprar títulos diretamente do emissor (normalmente, o Tesouro Nacional). Em geral, são os  principais bancos do país. Essas instituições, depois de adquirirem  títulos públicos no mercado primário, podem renegociá-los no mercado secundário por meio do open market.
O banco central também participa das operações de open market, comprando ou vendendo esses títulos, com a finalidade de realizar, rapidamente, "acomodações" diárias no volume da  oferta de moeda. Assim, ao intervir nos mercados monetários, o banco central pode controlar as taxas de juros de curto prazo, regular o nível de liquidez da economia e sinalizar a orientação da política monetária.